# Повіт Ісумі
Пові́т Ісу́мі (яп. 夷隅郡, いすみぐん, МФА: [isumʲi guɴ]) — повіт у префектурі Тіба, Японія.